# Карштедт
Карштедт (нем. Kahrstedt) — община в Германии, в землях Саксонии-Анхальт.
Входит в состав района Зальцведель. Подчиняется управлению Арендзее-Кальбе. Население составляет 275 человек (31 декабря 2006). Площадь 13,48 км².
Карштедт является небольшим сельским населённым пунктом с ограниченной информацией о его истории и культурных достопримечательностях. В Германии также существуют другие общины с похожими названиями, такие как Карштедт в Мекленбурге и Карстäдт (с другим написанием) в Бранденбурге.